# Ben Vereen
Benjamin Augustus „Ben” Vereen (ur. 10 października 1946 w Laurinburgu) – amerykański aktor, tancerz i piosenkarz. 
Laureat Tony Award, nominowany trzykrotnie do nagrody Emmy i dwukrotnie do Złotego Globu.

## Wczesne lata
Urodził się w Laurinburgu w stanie Karolina Północna. Jeszcze jako niemowlę Vereen i jego rodzina przeprowadzili się do dzielnicy Bedford-Stuyvesant we wschodnim Brooklynie w Nowym Jorku. Został adoptowany przez Pauline Vereen, która pracowała jako pokojówka i garderobiana teatralna, i Jamesa Vereena, pracownika fabryki farb. Odkrył, że został adoptowany, gdy w wieku 25 lat złożył wniosek o paszport do Londynu, aby dołączyć do Sammy’ego Davisa Jr. podczas tournée z musicalem Złoty chłopak Williama Gibsona. Wychowywał się w wierze zielonoświątkowej.
Już jako nastolatek wykazywał wrodzony talent teatralny i taneczny, często występował w lokalnych programach rozrywkowych. W wieku 14 lat Vereen rozpoczął naukę w High School of Performing Arts na Manhattanie, gdzie uczył się pod okiem światowej sławy choreografów Marthy Graham, George’a Balanchine’a i Jerome’a Robbinsa. Po ukończeniu studiów miał trudności ze znalezieniem odpowiedniej pracy na scenie i często był zmuszony podejmować prace dorywcze, aby uzupełnić swoje dochody.

## Kariera sceniczna
Kiedy Vereen miał 18 lat, w 1965 wystąpił na nowojorskiej scenie Off-off-Broadwayu w sztuce Bertolta Brechta i Langstona Hughesa Wyjątek i reguła / Syn marnotrawny w Greenwich Mews Theatre. W 1966 przebywał w Las Vegas, występując jako brat Ben w przedstawieniu Słodka dobroczynność w reżyserii Boba Fosse’a, z którym w latach 1967–68 odbył tournée. W 1968 powrócił do Nowego Jorku, aby zagrać Claude’a w musicalu Hair na Broadwayu. W 1972 za rolę Judasza Iskarioty w operze rockowej Andrew Lloyda Webbera i Tima Rice’a Jesus Christ Superstar został uhonorowany nagrodą Theatre World i był nominowany do Tony Award dla najlepszego aktora drugoplanowego w musicalu. W 1973 za tytułową rolę w musicalu Stephena Schwartza Pippin otrzymał nagrodę Drama Desk Award i Tony Award dla najlepszego aktora w musicalu. W 2002 zagrał w produkcji off-Broadwayowskiej Uniewinniony. W 2005 powrócił na Broadway jako Czarnoksiężnik z Oz w musicalu Stephena Schwartza Wicked.

## Kariera ekranowa
Debiutował na ekranie jako tancerz w komediodramacie muzycznym Boba Fosse’a Słodka Charity (1969) z Shirley MacLaine. Za kreację Berta Robbinsa w musicalu biograficznym Williama Wylera Zabawna dziewczyna (1975) z Barbrą Streisand zdobył nominację do Złotego Globu za najlepszy debiut aktorski w filmie kinowym. W 1976 gościł w programie Muppet Show. Wystąp w komediowym serialu dokumentalno–muzycznym NBC Jubileusz telefonu dzwonkowego (The Bell Telephone Jubilee, 1976) był nominowany do nagrody Emmy za znakomity ciągły lub pojedynczy występ aktora drugoplanowego w programie rozrywkowym lub muzycznym, a rola „Koguta” George’a Moore’a w miniserialu ABC Korzenie (1977) przyniosła mu nominację do nagrody Emmy dla najlepszego aktora pierwszoplanowego za pojedynczy występ w serialu dramatycznym lub komediowym. Jako Roscoe Haines w serialu historycznym CBS Wyspa Ellis (Ellis Island, 1984) był nominowany do Złotego Globu dla najlepszego aktora drugoplanowego w serialu, miniserialu lub filmie telewizyjnyme. Wystąpił jako Kot w butach w telewizyjnej adaptacji baśni Showtime Kot w butach (Shelley Duvall’s Faerie Tale Theatre: Puss in Boots, 1985) u boku Gregory’ego Hinesa. Za postać Gene’a Randalla w miniserialu CBS Intruders (1992) zdobył nomnację do nagrody Emmy dla najlepszego aktora drugoplanowego w miniserialu lub serialu specjalnym. Jako Wes w dramacie telewizyjnym Przypadkowa przyjaźń (Accidental Friendship, 2008) był nominowany do NAACP Image Awards dla najlepszego aktora w filmie telewizyjnym, miniserialu lub serialu dramatycznym.

## Życie prywatne
Był dwukrotnie żonaty. 10 lutego 1965 zawarł związek małżeński z Andreą Townsley, z którą miał syna Benjamina (zm. w 2020 w wieku 55 lat). 21 sierpnia 1974 doszło do rozwodu. 15 lipca 1976 ożenił się z Nancy Karen Bruner, z którą miał cztery córki – Kabarę, Malalkę, Naję (zginęła w wypadku samochodowym w 1987) i Karon. We wrześniu 2012 Vereen złożył pozew o rozwód ze swoją żoną, z którą był od 36 lat, powołując się na różnice nie do pogodzenia. 1 lipca 2013 para rozwiodła się.

## Filmografia

### Seriale
- 1977: Korzenie jako „Kogut” George Moore
- 1982: Statek miłości jako dr John Hanson
- 1983–85: Webster jako wujek Philip Long
- 1984: Statek miłości jako Bennett Barton
- 1993: Star Trek: Następne pokolenie jako dr Edward LaForge
- 1994: Bajer z Bel-Air jako Lou Smith
- 1994: Pomoc domowa – w roli samego siebie
- 1994: Nowe przygody Supermana jako dr Andre Novak
- 1995: Oblicza Nowego Jorku jako Louie
- 1996: Dotyk anioła jako Ulysses Dodd
- 2002: Oz jako A.R. Whitworth
- 2007: Chirurdzy jako Archie Roche
- 2007: Prawo i porządek: Zbrodniczy zamiar jako wielebny Jeremiah Morris
- 2010–14: Jak poznałem waszą matkę jako Sam Gibbs
- 2013: Agenci NCIS jako Lamar Addison
- 2015: Rozpalić Cleveland jako burmistrz Cleveland
- 2017: Jak się robi historię jako dr Theodore Anthony Cobell
- 2017–2018: Pete kombinator jako Porter
- 2018: Magnum: Detektyw z Hawajów jako Henry Barr
- 2018–2019: Star jako Calvin
- 2019: Bull jako Willie Lambert
- 2021: Sprawa idealna jako Frederick Douglass

### Filmy
- 1969: Słodka Charity jako tancerz
- 1975: Zabawna dziewczyna jako Bert Robbins
- 1979: Cały ten zgiełk jako O’Connor Flood
- 1993: Pewnego razu w lesie jako Phineas (głos)
- 1998: Miłość jest dla głupców jako Richard Barrett
- 2013: Kumba jako Mkhulu, Starsza Zebra (głos)

## Dyskografia

### Albumy solowe
- 1975: Off-Stage (wyd. Buddah Records)
- 1976: Ben Vereen (wyd. Buddah Records)
- 1979: Signed, Sealed, Delivered! (wyd. 51 West)
- 1982: Here I Am (wyd. Accord)
- 2010: Steppin' Out Live (wyd. Ghostlight Records)

### Single/EP
- 1971:  Superstar (wyd. MCA Records)
- 1972: Could We Start Again Please? / Heaven On Their Minds (wyd. Decca)
- 1975: Stop Your Half-Steppin' Ma Ma (wyd. Buddah Records)
- 1975: By Your Side (wyd. Buddah Records)
- 1980: Got It Made / Read Between the Lines (wyd. Ariola Records)

### Albumy zespołowe
- 1985: Grind (wyd. TER)
- 2000: Pippin (wyd. Decca Broadway)